# Salman Taseer
Salman Taseer ou Salmaan Taseer, né le 31 mai 1944 à Shimla et mort assassiné le 4 janvier 2011 à Islamabad, est un homme d'affaires et homme politique pakistanais.
Gouverneur du Pendjab de 2008 à 2011 et membre du Parti du peuple pakistanais (PPP, libéral, centre-gauche), il meurt à 66 ans, assassiné par son garde du corps, opposé à sa position critique envers l'interdiction du blasphème. Amateur d'art et jadis marxiste, Taseer était connu pour son progressisme et sa critique de l'islamisme. Sa mort a été quasi-unanimement condamnée au Pakistan, des rangs du PPP au pouvoir à l'opposition, en passant même par l'ex-chef de la Jamaat-e-Islami.

## Éléments personnels

### Famille
Né d'une riche famille d'intellectuels, Salman Taseer avait comme père Muhammad Din Taseer, proche ami du poète, philosophe et politicien Muhammad Iqbal. Din Tasser est réputé avoir été la première personne du sous-continent indien à avoir obtenu un doctorat en littérature anglaise en Angleterre,. Bilqis Taseer, sa mère, était anglaise et sœur d'Alys Faiz (en), elle-même l'épouse du célèbre poète ourdou Faiz Ahmad Faiz, un marxiste appartenant au Progressive Writers' Movement (Mouvement des écrivains progressistes) et qui obtint le Prix Lénine pour la paix,. La peintre et militante anti-nucléaire Salima Hashmi (en) est ainsi sa cousine.
Salman Taseer eut pour sa part sept enfants, issus pour six d'entre eux de deux mariages successifs, le septième, Aatish Taseer (né à Londres en 1980) a pour mère la journaliste indienne Tavleen Singh.

### Éducation
Taseer fit ses études au Saint Anthony School de Lahore, où il fut camarade de classe du futur Premier ministre Nawaz Sharif (Ligue musulmane du Pakistan (N)), ainsi qu'à Londres, où il obtint un diplôme d'expert-comptable. C'est lors de ces dernières études qu'il s'initie à la littérature marxiste.
Salman Taseer était aussi un amateur d'art : dans sa maison à Lahore, un tableau du peintre Saeed Akhtar (en) trônait dans l'entrée. Dans sa collection, disséminée dans ses trois maisons, à Lahore, mais aussi Karachi et Islamabad, on compte aussi des tableaux de Sadiquain (en), l'un des plus célèbres artistes peintres pakistanais, membre du même mouvement culturel et progressiste que son oncle et qui illustra L'Étranger de l'écrivain Camus, ainsi que du calligraphe et peintre abstrait Ismail Gulgee (en) et du cubiste Shakir Ali (en).

## Carrières

### Un militant du PPP
Depuis la fin des années 1960, Salman Taseer est membre du Parti du peuple pakistanais (PPP), fondé par Zulfikar Ali Bhutto, dont il a écrit une biographie (Bhutto: A political biography, 1980). Après l'arrestation d'Ali Bhutto à la suite du coup d'État du général Zia-ul-Haq en 1977, Taseer fut l'un des meneurs de la protestation visant à sa libération et luttant contre sa condamnation à mort, implémentée en 1979.
Aux élections législatives de 1988, qui marquent le retour à la démocratie, il fut élu député de l'Assemblée provinciale du Pendjab. À la suite de la chute du gouvernement du PPP en 1990, il perdit son siège. Il se présenta ensuite, sans succès, aux élections législatives fédérales, en 1990, 1993 et 1997,.

### Homme d'affaires
À la suite de ces déconfitures, Taseer s'éloigna du champ politique pour s'investir dans les affaires. Il fonda ainsi First Capital Securities Corporation en 1995, avec des participations américaines et d'Hong-Kong, puis, l'année suivante, le groupe de télécommunications WorldCall (en), dans lequel le groupe Omantel (en) a pris une participation majoritaire en 2008. Taseer était aussi présent dans le secteur de la presse, étant propriétaire de la chaîne pakistanaise Business Plus (en), d'une chaîne télévisée pour enfants, et directeur de publication du Daily Times qu'il lança en 2002,.

### Ministre de Musharraf puis gouverneur du Pendjab

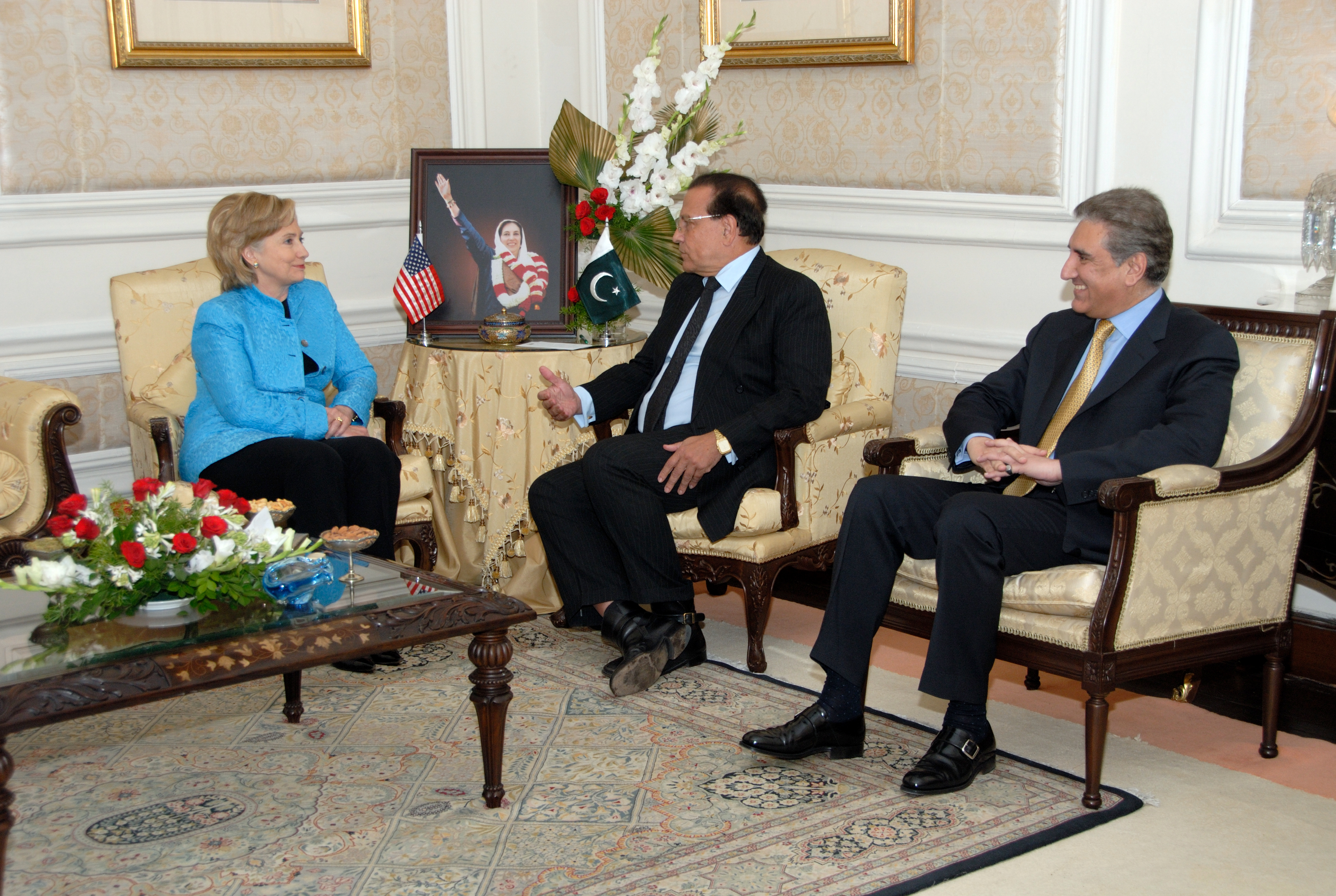
Salman Taseer rencontre Hillary Clinton en 2009.

Proche de Benazir Bhutto, il revint en politique en 2007, étant nommé ministre des Industries et de la Production par le général Pervez Musharraf (Ligue musulmane du Pakistan (Q), adversaire de Bhutto),.
Le 15 mai 2008, le président Asif Ali Zardari (PPP), veuf de Benazir Bhutto, le nomme gouverneur du Pendjab, la plus riche et plus peuplée des provinces du Pakistan, avec 90 millions d'habitants, pour remplacer le lieutenant-général retraité Khalid Maqbool. La Ligue musulmane du Pakistan (N), membre de la coalition au pouvoir et disposant de la majorité des sièges à l'Assemblée provinciale du Pendjab depuis les élections de février 2008, s'opposait à cette nomination qu'elle considérait comme une tentative pour torpiller sa gestion de la province.
Taseer, pour sa part, était réputé comme progressiste et laïc, s'opposant vigoureusement aux talibans et à l'islamisme. Il communiquait souvent via Twitter.

## Assassinat
Le 4 janvier 2011, alors que Salman Taseer sort d'un café, où il a mangé avec l'un de ses amis, pour regagner sa voiture, il est abattu à Islamabad par l'un de ses gardes, membre des forces d'élites du Pendjab. Il aurait été touché vingt-neuf fois. Transféré, il meurt à l'hôpital. Le suspect de l'attaque, Malik Mumtaz Hussain Qadri, s'est rendu à la police immédiatement après avoir tiré. Il dit avoir agi en protestation des propos tenus par le gouverneur contre la loi de 1986 interdisant le blasphème, dans un contexte de controverse suscitée par la condamnation à mort, en novembre 2010, d'Asia Bibi. Salman Taseer avait rendu visite à cette dernière en prison. Ayant fait appel de sa condamnation, elle est finalement acquittée par la Cour suprême du Pakistan.
L'attaque a été condamnée par le président Asif Ali Zardari, par le Premier ministre Youssouf Raza Gilani et par l'opposition, en particulier par Nawaz Sharif et par Shahbaz Sharif, mais aussi par l'ex-dirigeant du Jamaat-e-Islami, Qazi Hussain Ahmad (en), qui déplora un acte montrant l'« intolérance » d'une partie de la société pakistanaise. Le ministre de l'intérieur Rehman Malik a annoncé une enquête pour déterminer si l'assassin a agi de lui-même ou s'il faisait partie d'un complot. Il a également précisé que l'enquête devra déterminer comment le garde a été recruté. Rehman Malik a par ailleurs rendu hommage à Salman Taseer qu'il qualifie de « la plus courageuse des voix, après Benazir Bhutto, dans la lutte pour le droit des femmes et des minorités religieuses ». L'ex-président Musharraf a aussi déploré une « perte pour le pays tout entier ».
Cet assassinat a provoqué des émeutes à Lahore de la part de militants du PPP. Le Premier ministre Youssouf Raza Gilani a annoncé un deuil national de trois jours pour la mort du Gouverneur.
Son assassin est officiellement inculpé le 5 janvier sous les charges de « meurtre, violence et terrorisme », puis jugé par une cour anti-terroriste. Selon les premiers éléments de l'enquête rendus public, l'homme aurait été entrainé pour les forces d'élites en 2006-2007 avant d'être assigné aux Forces d'élites du Pendjab (une branche de la police provinciale spécialisée dans le contre-terrorisme et la protection de personnalités) en 2008. Il aurait déjà été assigné à la protection du Premier ministre Youssouf Raza Gilani. En septembre, ayant plaidé coupable, Mumtaz Qadri est condamné à mort, et à une amende de 200 000 roupies (1 700 €). Son avocat déclare : « Il est très heureux de cette décision et il l'accepte. Elle signifie qu'il a donné sa vie pour le prophète Mahomet ». Il fait pourtant appel de la décision. Il est exécuté le 26 février 2016.
Le 2 mars 2011, Shahbaz Bhatti, ministre fédéral des Minorités religieuses, qui avait également soutenu Asia Bibi et avait appelé à un amendement des lois sur le blasphème, fut à son tour assassiné, par des hommes armés se réclamant de mouvances islamistes.